# Antonio Adán
Antonio Adán Garrido (* 13. Mai 1987 in Madrid) ist ein spanischer Fußballtorwart.

## Karriere

### Karrierebeginn bei Real Madrid
Seine aktive Karriere als Fußballtorwart begann Adán im Jahre 1997, als er in den Nachwuchs des Hauptstadtklubs aufgenommen wurde. Nach einigen Jahren in der Jugend kam der junge Torwart im Jahre 2004 in die C-Mannschaft des Vereins, die ihren Spielbetrieb zu dieser Zeit auch schon in der Tercera División, der vierthöchsten spanischen Fußballliga, hatte. Dort kam er in seiner ersten Spielzeit in 15 Meisterschaftsspielen zum Einsatz und rangierte am Saisonende mit der Mannschaft lediglich auf dem elften Platz der Gruppe 7 (in dieser Zeit gab es in der vierten Liga 17 verschiedene parallel laufende Gruppen). Nachdem er erste Erfahrungen in Spaniens Viertklassigkeit gesammelt hatte, avancierte Adán in der Saison 2005/06 zu einer wahren Stammkraft im Tor des C-Teams der Königlichen.
Dabei kam er in 36 der insgesamt 38 Ligapartien zum Einsatz und kassierte dabei 29 der insgesamt 31 Gegentreffer. Mit der Mannschaft rangierte er im Endklassement an erster Stelle der Gruppe 7 und war somit berechtigt am Aufstiegsplay-off in die Segunda División B, Spaniens dritthöchste Fußballliga, teilzunehmen. Dort überstand die Mannschaft die erste KO-Runde, die in einer Hin- und einer Rückrunde ausgetragen wurde, und kam nach einem Gesamtscore von 2:1 über den CF Alondras in die zwei Ausscheidungsrunde. In dieser traf man auf den CD Guijuelo, der nach einem 1:0-Erfolg im Heimspiel, aber einer 1:2-Niederlage im Rückspiel in Madrid, aufgrund der Auswärtstorregel den Aufstieg in die Drittklassigkeit schaffte und dort bis heute (Stand: Saison 2010/11) verweilt.

### Profidebüt bei Real Madrid Castilla
Aufgrund seiner Leistungen im dritten Team des Vereins wurde Adán ab der Spielzeit 2006/07 in die B-Mannschaft des Vereins, die ihren Spielbetrieb zu diesem Zeitpunkt in der Segunda División, der zweithöchsten Spielklasse im spanischen Fußball, hatte, aufgenommen. Hierbei gab er auch sein offizielles Debüt als Profispieler, als er am 27. August 2006 beim 1:1-Auswärtsremis gegen den CD Castellón das Tor seines Teams über die volle Spieldauer hütete. Bis zum 1. Oktober 2006 folgten weitere fünf Meisterschaftseinsätze für das Real Madrid Castilla, in den restlichen Partien musste er dem erfahreneren Jordi Codina den Vortritt lassen. Allerdings mit der Ausnahme eines Spiels, in dem er Kiko Casilla zu einem Einsatz kommen ließ. Am Saisonende schaffte das Team auf dem 19. Platz rangierend nur knapp nicht den Klassenerhalt und musste nach nur zwei aufeinanderfolgenden Profispielzeiten den neuerlichen Weg in die Drittklassigkeit antreten.
Grund für die nur sechs Einsätze in der vergangenen Saison war vor allem eine Operation nach einem Bänderriss im Knie, wegen der er längere Zeit ausfiel, um so auszukurieren. Nach dem Abstieg in die Segunda División B wurde Adán neben Felipe Ramos (24 Einsätze) nur mehr als zweiter Torhüter eingesetzt. Zu weiteren fünf Meisterschaftsauftritten kam in dieser Saison auch Tomás Mejías, der aus der C-Mannschaft zum B-Team gestoßen war, um dort etwas Erfahrung zu sammeln. Für ihn sollten es bis dato (Stand: Oktober 2010) auch die einzigen Pflichtspieleinsätze für Real Madrid Castilla bleiben; danach war er ausschließlich im C-Team aktiv. Für Adán lief es in der nachfolgenden Spielzeit 2008/09 in der B-Mannschaft wieder wesentlich besser, wobei er zu insgesamt 31 Einsätzen in der spanischen Drittklassigkeit kam. Mit der Mannschaft scheiterte er aber wie schon in der vorhergegangenen Saison an einem Wiederaufstieg und musste sich lediglich mit Plätzen im oberen Tabellenviertel begnügen.

### Übernahme in die erste Mannschaft
In der Saison 2009/10 wurde der mittlerweile 22-Jährige erstmals als offizielles Kadermitglied des Profiteams präsentiert, nachdem er unter anderem bereits in der Saison 2006/07 die Mannschaft auf ihrer US-Tournee begleitete und dabei auch in einem Freundschaftsspiel gegen ein gemischtes Team aus palästinensischen und israelischen Fußballspielern sein Mannschaftsdebüt gab. Bereits 2008/09 saß Adán in einem Großteil der Pflichtspiele des Profiteams ohne Einsatz auf der Ersatzbank. Seit etwa dieser Zeit trainierte der mittlerweile 23-jährige Torwart auch regelmäßig mit den Profis mit, obwohl er eigentlich ausschließlich für Real Madrid Castilla zum Einsatz kommt. So kam er in seiner ersten offiziellen Saison in der Primera División zu 36 von insgesamt 38 möglich gewesenen Einsätzen in der Segunda División B, der dritthöchsten spanischen Fußballliga. In den restlichen zwei Partien ließ er seinem jüngeren Kollegen Felipe Ramos den Vortritt. In der Saison 2010/11 steht Adán nur noch im Kader des A-Teams des Vereins. Sein Debüt in der Profimannschaft feierte er am 8. Dezember 2010 im Champions-League-Gruppenspiel gegen AJ Auxerre, seine erste Ligabegegnung bestritt er am 13. Februar 2011 gegen Espanyol Barcelona. Am 2. September 2013 wurde sein Vertrag aufgelöst.

### Weitere Vereine
Nachdem rund eineinhalb Monaten ohne Verein schloss sich Adán Cagliari Calcio an. Er unterschrieb am 19. November 2013 einen Vertrag bis zum Ende der Saison 2013/14. Nach zwei Einsätzen in der Serie A kehrte Adán Ende Januar 2014 nach Spanien zurück und schloss sich Betis Sevilla an. Insgesamt bestritt er 160 Ligaspiele für Sevilla sowie ein Pokalspiel und vier Spiele in der Europa League. Dabei blieb er in 54 Spielen ohne Gegentor. Bis April 2018 war er nur in drei Ligaspielen nicht eingesetzt wurden, bevor er ab diesem Zeitpunkt bis Saisonende wegen einer Verletzung ausfiel.
Im Juni 2018 wechselte er zum Ligakonkurrenten Atletico Madrid, wo er einen Vertrag mit einer Laufzeit von zwei Jahren unterschrieb. Hier kam er zu nur zwei Einsätzen in der Liga und vier im Pokal.
Mitte August 2020 wechselte er nach Portugal zu Sporting Lissabon. Hier wurde er wieder zum Stamm-Torwart, der in den ersten beiden Spielzeiten drei Ligaspiele nicht bestritt und in 36 Ligaspielen unbezwungen bleib. Daneben stand er bei neun Europapokal-Spielen, drei Pokalspielen, vier Ligapokal-Spielen und dem Superpokal-Spiel 2021 im Tor. In der Spielzeit 2023/24 bestritt er noch 22 Partien, ehe er ab dem Frühjahr 2024 verletzt ausfiel und den Verein am Saisonende verließ.

## Die Zeit in den Nachwuchsnationalteams
Seine ersten Erfahrungen sammelte Adán im spanischen U-17-Nationalteam, mit dem er auch seine größten Erfolge in seiner bisherigen Nationalmannschaftskarriere feierte. Dabei nahm er mit dem Team an der U-17-Europameisterschaft 2003 in Portugal teil, während der er auch seinen 15. Geburtstag feierte und mit der Mannschaft am Ende des Turniers Vizeeuropameister wurde. Weiters nahm er als 15-Jähriger an der U-17-Weltmeisterschaft 2003 in Finnland teil und wurde dabei in zwei Gruppenspielen (3:3 gegen Sierra Leone; 3:2 gegen Südkorea). Zuvor wurde er bereits während der Qualifikation zu dieser WM im U-17-Nationalteam Spaniens eingesetzt. Mit der Mannschaft wurde er am Ende des Turniers nach einer 0:1-Niederlage gegen die brasilianischen Alterskollegen U-17-Vizeweltmeister.
Nach erfolgreicher Qualifikation, man startete erst in der zweiten Quali-Runde, wurde Adán auch in den U-17-Nationalteamkader berufen, der an der U-17-Europameisterschaft 2004 in Frankreich teilnahm. Wie auch schon im vorherigen Jahr wurde man nach einer Finalniederlage gegen Frankreich erneut Vizeeuropameister. Nach einer mehr oder weniger erfolgreichen Zeit in der spanischen U-17-Nationalauswahl wurde Adán ab dem Jahre 2006 auch in der U-19-Auswahl seines Heimatlandes eingesetzt. Dabei stand er unter anderem auch im Kaders des Teams, der an der U-19-EM 2006 in Polen teilnahm und dort große Erfolge feierte. Nachdem er bereits längere Zeit als Mannschaftskapitän des C-Teams agierte und danach langjähriger Kapitän von Real Madrid Castilla war, führte er das U-19-Nationalteam als Kapitän zum U-19-Europameistertitel, dem insgesamt bereits sechsten in der Verbandsgeschichte.
Im Folgejahr nahm er mit spanischen U-20-Nationalmannschaft an der Junioren-WM in Kanada teil, wo er die Mannschaft als Kapitän bis ins Viertelfinale des Wettbewerbs führte. Dort unterlag die Mannschaft allerdings knapp dem späteren Vizeweltmeister aus Tschechien im Elfmeterschießen. Insgesamt kam Adán in diesem Jahr in sechs U-20-Länderspielen zum Einsatz, wobei er fünf davon während der Junioren-WM in Kanada absolvierte. Neben den Einsätzen in den spanischen U-17-, U-19- und U-20-Auswahlen absolvierte Adán im Jahre 2007 auch ein Spiel für spanische U-21-Nationalmannschaft. Dabei wurde er am 6. Februar 2007 in einem freundschaftlichen Länderspiel gegen die englische U-21-Nationalelf eingesetzt. Die Partie endete in einem 2:2-Remis. Für Adán war dies auch der letzte Einsatz für ein Nationalteam seines Heimatlandes.

## Erfolge
mit Spanien U-17
- U-17-Vizeweltmeister: 2003
- U-17-Vizeeuropameister: 2003 und 2004

mit Spanien U-19
- U-19-Europameister: 2006

mit Real Madrid
- Spanischer Meister: 2012
- Spanischer Pokalsieger: 2011
- Spanischer Supercupsieger: 2012

mit Sporting Lissabon
- Portugiesischer Meister: 2021
- Portugiesischer Ligapokalsieger: 2021
- Portugiesischer Supercupsieger: 2021